# Barjac (Ariège)
Barjac település Franciaországban, Ariège megyében. Lakosainak száma 43 fő (2022. január 1.). Barjac Bédeille, Gajan, Lasserre, Taurignan-Castet, Taurignan-Vieux és Tourtouse községekkel határos.

## Népesség
A település népességének változása:
| Lakosok száma | 30   | 29   | 29   | 39   | 38   | 41   | 42   | 42   | 42   | 43   |
|               | 1968 | 1982 | 1990 | 2006 | 2013 | 2015 | 2017 | 2019 | 2020 | 2022 |